# Карвико
Карвѝко (на италиански: Carvico; на ломбардски: Carvìch, Карвик) е малкло градче и община в Северна Италия, провинция Бергамо, регион Ломбардия. Разположено е на 287 m надморска височина. Населението на общината е 4624 души (към 2017 г.).